# 데이비드 스트리클런드
데이비드 고든 스트리클런드 주니어(영어: David Gordon Strickland Jr., 1969년 10월 14일 ~ 1999년 3월 22일)는 미국의 배우이다. 1999년 라스베이거스에서 자살하였다.